# Mansfeld
Mansfeld je město v zemském okrese Mansfeld-Jižní Harz ve spolkové zemi Sasko-Anhaltsko v Německu. Leží mezi městy Hettstedt a Samgerhausen, žije v něm přibližně 8 300 obyvatel. Součástí města jsou také vesnice Abberode, Annarode, Baumerode, Biesenrode, Blumerode, Braunschwende, Friesdorf, Gorenzen, Gräfenstuhl, Großörner, Hermerode, Horbeck, Leimbach, Leinemühle, Möllendorf, Molmerswende, Piskaborn, Rammelburg, Ritzgerode, Rödgen, Saurasen, Siebigerode, Steinbrücken, Tilkerode, Vatterode a Wimmelrode. Vlastní Mansfeld tvoří s navazujícím Leimbachech místní část, která od roku 1996 nese název Mansfeld-Lutherstadt (od roku 1484 zde se svou rodinou žil a pracoval Hans Luder, otec Martina Luthera). Nad městem stojí zámek Mansfeld, z něhož pocházel hraběcí rod Mansfeldů.
Přes Mansfeld prochází silnice B86 (Bundesstraße 86), z níž se v Leimbachu odděluje silnice B242; přes východní část katastru je vedena silnice B180. Městem vede železniční trať z Klostermansfeldu do Wippry, v Mansfeldu se nachází stanice, na trati je také několik dalších zastávek.